# The Deputy
The Deputy era una serie de televisión, protagonizada por Henry Fonda.

## Argumento
En el territorio de Arizona un Marshal: Henry Fonda y su ayudante Clay McCord: Allen Case imponen la ley y el orden en el salvaje oeste.
La serie fue una creación de Roland Kibbee, fue emitida por primera vez el 12 de septiembre de 1959 por la cadena televisiva NBC. Se filmaron 75 episodios en blanco y negro.

## Protagonistas
- Henry Fonda: Marshal Simon Fry
- Allen Case: Clay McCord
- Read Morgan: Sergeant Tasker
- Betty Lou Keim: Fran McCord
- Wallace Ford: Herk Lamson
- Phil Tully: Bartender